# Títulos do Bangu Atlético Clube
Esta é uma lista de títulos do Bangu Atlético Clube. Apresenta uma relação de conquistas no futebol, principal modalidade praticada pelo clube, incluindo a categoria profissional, divisões de base e futebol feminino.
Também constam os principais títulos obtidos em outros esportes, como futebol de salão, futebol society e futebol de mesa.

## Futebol

### Competições oficiais
| TÍTULOS        | TÍTULOS                               | TÍTULOS        | TÍTULOS                 |
| INTERESTADUAIS | INTERESTADUAIS                        | INTERESTADUAIS | INTERESTADUAIS          |
|                | Competição                            | Títulos        | Temporadas              |
| -------------- | ------------------------------------- | -------------- | ----------------------- |
|                | Torneio Início do Rio-São Paulo       | 1              | 1951                    |
| ESTADUAIS      |                                       |                |                         |
|                | Competição                            | Títulos        | Temporadas              |
| Rio de Janeiro | Campeonato Carioca                    | 2              | 1933 e 1966             |
| Rio de Janeiro | Campeonato Carioca da Segunda Divisão | 3              | 1911, 1914 e 2008       |
| Rio de Janeiro | Taça Rio                              | 1              | 1987                    |
| Rio de Janeiro | Torneio Início                        | 4              | 1934, 1950, 1955 e 1964 |
| Rio de Janeiro | Taça Orlando Leal Carneiro            | 1              | 1979                    |

 - Campeão invicto

### Competições não oficiais

#### Torneios internacionais
- Torneio Triangular Internacional do Equador: 1957;
- Torneio Triangular Internacional de Luxemburgo: 1958;
- Troféu Triangular de Caracas: 1958;
- Torneio Quadrangular Internacional da Costa Rica: 1959;
- Troféu Section ll: 1960 ;
- International Soccer League (American Challenge Cup): 1960 ;
- Torneio Triangular Internacional da Áustria: 1961;
- Torneio Quadrangular Internacional do Equador: 1962;
- Copa do Presidente da Coreia do Sul: 1984
- Torneio Quadrangular Internacional de El Salvador: 1998;
- Torneio de Inverno : 1999;
- BTV Cup: 2015;

#### Torneios nacionais
- Torneio Imprensa: 1943;
- Torneio Quadrangular do Rio de Janeiro: 1957;
- Torneio Triangular de Porto Alegre: 1957
- Torneio Quadrangular do Recife: 1961
- Torneio Quadrangular de Belém do Pará: 1962
- Torneio Quadrangular de Belo Horizonte (Copa Minas): 1967;[1]
- Torneio de Campinas: 1968

Torneios nacionais de jogos únicos
- Taça Companhia Aliança da Bahia: 1930 (Bangu 5 x 2 A.A. Bahia)
- Taça Yara: 1930 (Bangu 1 x 0 A.S.D.T.)
- Taça Ariston Cardoso: 1956 (Bangu 7 x 0 Grêmio Itabunense)
- Taça Aurélio do Carmo: 1962 (Bangu 4 x 1 Paysandu)
- Taça Castor de Andrade: 1982 (Bangu 4 x 0 Seleção de Ubá)
- Taça Governador Virgílio Távora: 1982 (Bangu 2 x 1 Ceará)

#### Torneios estaduais
- Taça João Ferrer: 2 vezes — 1907 e 1911;
- Torneio Romeu Dias Pinto: 1972;
- Torneio da Integração (Taça Almirante Heleno de Barros Nunes): 1976;
- Torneio Hilton Gósling: 1977;
- Torneio Comitê de Imprensa: 1980;
- Torneio Quadrangular de Volta Redonda: 1988;
- Taça Estádio Guilherme da Silveira Filho 50 anos: 1997;
- Copa Verão: 2004;

Torneios estaduais de jogos únicos
- Taça Sport Club Brasileiro: 1916 (Bangu 2 x 1 Andaraí);
- Taça Liga Bancária de Futebol: 1917 (Bangu 6 x 1 Vila Isabel);
- Taça Federação Brasileira das Sociedades de Remo: 1917 (Bangu 6 x 0 Andaraí);
- Taça Moraes: 1920 (Bangu 4 x 0 Hellênico);
- Taça James Hartley: 1921 (Bangu 3 x 1 Botafogo);
- Taça James Schofield: 1923 (Bangu 4 x 2 Mangueira);
- Taça Oswaldo Gomes: 1936 (Bangu 3 x 1 Olímpico);
- Taça Euvaldo Lodi: 1950 (Bangu 3 x 1 Flamengo);
- Taça Governador Togo de Barros: 1958 (Bangu 7 x 2 Cruzeiro do Sul);
- Taça Semana da Marinha: 1966 (Bangu 3 x 1 Fluminense)
- Taça Euzébio de Andrade: 1980 (Bangu 1 x 0 Campo Grande)
- Taça Joaquim Guilherme da Silveira: 1987 (Bangu 1 x 0 Cabofriense)
- Taça João Galindo: 1998 (Bangu 1 x 0 Rio Cricket)

### Honoríficos
- Taça de Invencibilidade

(1950 ) Taça dada pela Federação Chilena de Futebol pela excursão invicta do Bangu ao Chile.
- Fita Azul Internacional

(1962 ) Honraria dada pela CBD ao Bangu por 12 partidas de invencibilidade em gramados internacionais contra times estrangeiros. Os países visitados foram: Suriname, Bolívia, Colômbia e Equador.
- Medalha Tiradentes

(2001) Primeiro clube do Rio de Janeiro a escalar um atleta negro em 1905.

### Categorias de base
- Campeonato Carioca de Juniores: 4

(1952, 1953, 1959, 1987)
- Campeonato da Segunda Divisão de Juniores: 1

(2008)
- Campeonato Carioca Especial Sub-17: 2

(2011 e 2012)
- Torneio Início de Juniores: 4

(1952, 1954, 1958, 1966)
- Torneio Octávio Pinto Guimarães Sub-20: 1

(2003)

### Aspirantes
- Campeonato Carioca de Aspirantes (2º Quadro): 1

(1950)
* Nota: Corresponde ao Segundo Quadro do elenco titular.

### Master
- Campeonato Carioca de Veteranos: 1

(1954)
- Torneio Início de Veteranos: 4

(1941 , 1943 , 1948  e 1954 )

### Futebol feminino
- Campeonato Carioca Feminino Sub-17: 1

(2010)

## Futebol de salão

### Principal
- Campeonato Carioca (LRF)

(2010)

### Categorias de base
- Campeonato Carioca Sub-17 (LRF)

(2011)
- Campeonato Carioca Sub-13 (LRF): 2

(2004 e 2005)
- Campeonato Carioca Sub-11 (LRF)

(2011)

## Futebol society

### Estaduais
- Copa Sigol

(2012 )
- Torneio Rio-Niteroi da 3ª Divisão

(2011 )
- Torneio Início da Copa Sigol

(2012 )
- Challenge Preparatório da Liga de Futebol de 7 do Rio de Janeiro

(2012 )

## Futebol de mesa

### Mundial
- 3º lugar no Mundialito de Futebol de Mesa (Individual/Sectorball)

(2012)

### Nacionais
- Vice-Campeão Brasileiro (Clubes/Sectorball)

(2011, 2012, 2013 e 2014)
- Vice-Campeão Brasileiro (Duplas/Sectorball)

(2011 e 2014)

### Estaduais
- Campeonato Carioca (Clubes/Bola 3 Toques): 1

(2013)
- Campeonato Carioca (Duplas/Sectorball): 2

(2010  e 2012 )
- Campeonato Carioca (Individual/Pastilha): 2

(2012  e 2014 )
1. ↑  «Correio da Manhã - 1967». memoria.bn.br. Consultado em 26 de agosto de 2023